# Planowanie zasobów dystrybucji
Planowanie zasobów dystrybucji (skr. DRP II) jest rozwinięciem metody DRP. W metodzie tej zwraca się uwagę na problem optymalnego doboru i wykorzystania zasobów, opracowania nowej koncepcji reagowania przedsiębiorstwa na zmiany w otoczeniu jako rozwiązanie problemu optymalizacji zasobów, a także dostosowanie zasobów do zapotrzebowania odbywające się poprzez wielostopniowy proces planowania.

## Specjalne Procedury Planowania
- W sferze zaopatrzenia
  - organizacja współpracy z dostawcami - wypracowanie przesłanek do takiej współpracy z dostawcami, która zapewni przedsiębiorstwu korzyści w horyzoncie strategicznym oraz we wdrożeniu tego modelu
  - Harmonogram pracy zaopatrzenia - stworzenie możliwości prognozowania zadań zaopatrzenia w długich okresach oraz szacowania wynikających z tych relacji kosztów.
- W sferze dystrybucji
  - Racjonalizacja asortymentu dystrybuowanych produktów - racjonalne ograniczenie produktów, stworzenie możliwości ograniczenia różnorodności warunków dostawy i uzyskanie tą drogą obniżki kosztów
  - Harmonogramowanie pracy dystrybucji - stworzenie możliwości prognozowania zadań dystrybucji w długich okresach oraz szacowanie wynikających w tych relacjach kosztów.
- Integracja pracy dystrybucji 
  - Planowanie kosztów zaopatrzenia - w horyzoncie strategicznym
  - Planowanie kosztów dystrybucji - w horyzoncie strategicznym
  - Planowanie kosztów zmiany stanu zasobów - w horyzoncie strategicznym